# Hilfsmittel-Richtlinie
Hilfsmittel gehören zu den Sachleistungen der gesetzlichen Krankenversicherung im Rahmen der Krankenbehandlung (§ 33 SGB V). Sie sind von den Arznei- und Verbandmitteln (§ 31 SGB V) sowie den Heilmitteln (§ 32 SGB V) zu unterscheiden.
In der Hilfsmittel-Richtlinie nach § 92 Abs. 1 Satz 2 Nr. 6 SGB V regelt der Gemeinsame Bundesausschuss für die Versicherten, die Krankenkassen, die an der vertragsärztlichen Versorgung teilnehmenden Ärzte und ärztlichen geleiteten Einrichtungen sowie die sonstigen Leistungserbringer verbindlich, welche medizinischen Hilfsmittel zur Sicherung einer ausreichenden, zweckmäßigen und wirtschaftlichen Versorgung der Versicherten in Deutschland zu Lasten der gesetzlichen Krankenkassen verordnet werden dürfen. 
Der Spitzenverband Bund der Krankenkassen erstellt gemäß § 139 SGB V ein Hilfsmittelverzeichnis, in dem die von der Leistungspflicht umfassten Hilfsmittel aufgeführt sind. 

## Einzelheiten
Zu den Hilfsmitteln gehören insbesondere Brillengläser, Kontaktlinsen, Lupen und Lupengläser (Sehhilfen), Hörgeräte zur Verbesserung des Hörvermögens, Tinnitusgeräte zur Reduzierung der störenden Ohrgeräusche sowie Übertragungsanlagen zur sprachlichen Frühförderung und Gewährleistung des Schulbesuchs im Rahmen der Schulpflicht von hörbehinderten Kindern und Jugendlichen bis zur Vollendung des 18. Lebensjahres (Hörhilfen), Prothesen und orthopädische Hilfsmittel wie Rollstühle oder Einlagen sowie andere Hilfsmittel, etwa Inhalationsgeräte.
Hilfsmittel können beispielsweise bei Augenoptikern, Hörakustikern und im Sanitätsfachhandel erworben oder von den Krankenkassen leihweise zur Verfügung gestellt werden.
Hilfsmittel sind nicht verordnungsfähig, wenn sie als allgemeine Gebrauchsgegenstände des täglichen Lebens anzusehen sind oder die Kosten wegen ihres geringen oder umstrittenen therapeutischen Nutzens oder geringen Abgabepreises nach § 34 Absatz 4 SGB V nicht von den Krankenkassen übernommen werden. 
Die Abgrenzung zu den allgemeinen Gebrauchsgegenständen beurteilt sich allein nach der Zweckbestimmung des betreffenden Gegenstandes aus Sicht der Hersteller und der tatsächlichen Benutzer. Geräte, die für die speziellen Bedürfnisse kranker oder behinderter Menschen entwickelt sowie hergestellt worden sind und die ausschließlich oder ganz überwiegend auch von diesem Personenkreis benutzt werden, sind nicht als allgemeine Gebrauchsgegenstände des täglichen Lebens anzusehen. Das gilt selbst dann, wenn sie millionenfach verbreitet sind (z. B. Brillen, Hörgeräte). Umgekehrt ist ein Gegenstand auch trotz geringer Verbreitung in der Bevölkerung und trotz hohen Verkaufspreises als allgemeiner Gebrauchsgegenstand des täglichen Lebens einzustufen, wenn er schon von der Konzeption her nicht vorwiegend für Kranke und Behinderte gedacht ist. Personalcomputer und Notebooks in handelsüblicher Ausstattung sind danach keine verordnungsfähigen Hilfsmittel. Computergestützte Vorlesesysteme für blinde und sehbehinderte Menschen können hingegen sehr wohl ein Hilfsmittel sein.
Die Verordnungsfähigkeit im Einzelnen ist Gegenstand einer umfangreichen Rechtsprechung, da das Hilfsmittelverzeichnis nicht abschließend ist.